# Luteocoelius popae
Luteocoelius popae är en stekelart som beskrevs av Heinrich 1968. Luteocoelius popae ingår i släktet Luteocoelius och familjen brokparasitsteklar. Inga underarter finns listade i Catalogue of Life.